# تروبنیتز
تروبنیتز (به آلمانی: Tröbnitz) یک شهر در آلمان است که در تورینگن واقع شده‌است.

## خصوصیات
تروبنیتز ۲٫۱۷ کیلومترمربع مساحت دارد ۲۰۵ متر بالاتر از سطح دریا واقع شده‌است.